# ISO 3166-2:AM
ISO 3166-2:AM — стандарт Міжнародної організації зі стандартизації, який визначає геокоди. Є частиною стандарту ISO 3166-2, що належать Вірменії. Стандарт охоплює одне місто-столицю (Єреван) та десять марзів (областей) республіки.

## Загальні відомості
Кожен геокод складається з двох частин: коду Alpha2 за стандартом ISO 3166-1 для Вірменії — AM та додаткового двосимвольного коду, записаних через дефіс. Додатковий двосимвольний код, утворений двома літерами латинського алфавіту, як правило співзвучно абревіатурі назви адміністративних одиниць. Геокоди міста та марзів є підмножиною коду домену верхнього рівня — AM, присвоєного Вірменії відповідно до стандартів ISO 3166-1.

## Геокоди Вірменії
Геокоди 1-го міста та 10-ти марзів адміністративно-територіального поділу Вірменії.
| №  | Геокод | Адміністративна одиниця | Статус |
| -- | ------ | ----------------------- | ------ |
| 1  | AM-ER  | Єреван                  | місто  |
| 2  | AM-AG  | Араґацотн               | марз   |
| 3  | AM-AR  | Арарат                  | марз   |
| 4  | AM-AV  | Армавір                 | марз   |
| 5  | AM-VD  | Вайоц-Дзор              | марз   |
| 6  | AM-GR  | Ґегаркунік              | марз   |
| 7  | AM-KT  | Котайк                  | марз   |
| 8  | AM-LO  | Лорі                    | марз   |
| 9  | AM-SU  | Сюнік                   | марз   |
| 10 | AM-TV  | Тавуш                   | марз   |
| 11 | AM-SH  | Ширак                   | марз   |

## Геокоди прикордонних для Вірменії держав
- Грузія — ISO 3166-2:GE (на півночі),
- Азербайджан — ISO 3166-2:AZ (на південному сході та сході),
- Іран — ISO 3166-2:IR (на півдні),
- Туреччина — ISO 3166-2:TR (на заході).